# Фред Сейберхеген
Фред Томас Сейберхеген (Саберхаген; Сабергаген) (англ. Fred Thomas Saberhagen, 18 травня 1930 — 29 червня 2007) — американський автор наукової фантастики і фентезі, найбільше відомий за його серією науково-фантастичних оповідань і романів «Берсерк».
Сейберхеген також написав серію вампірських романів, в яких знаменитий Дракула є головним героєм, і серію постапокаліптичних міфо-магічних романів, починаючи з його популярної «Імперії Сходу» і продовжуючи довгими серіями романів «Мечі» та «Втрачені мечі».
Сейберхеген помер від раку в Альбукерке, США.

## Біографія
Сейберхеген народився і виріс в околицях міста Чикаго, США. Він служив у ВПС США під час корейської війни. Повернувшись до цивільного життя, Саберхаген працював техніком з електроніки у корпорації «Motorola» з 1958 до 1962.
Саме під час праці у «Моторолі» Сейберхеген серйозно почав писати фантастику у віці близько 30 років. Його першою опублікованою працею було оповідання «Volume PAA-PYX» у журналі «Galaxy Magazine» в 1961 році. «Корабель-фортеця», його перше оповідання з серії «Берсерк», було опубліковане в 1963 році. А у 1964 році побачив світ його перший роман  «Золоті люди».
З 1967 по 1973 рр. Він працював редактором статей з хімії в Енциклопедії «Британіка» ((англ.)), а також писав для неї статті на науково-фантастичні теми. З 1973 року він полишив роботу і присвятив себе написанню книг. У 1975 році він переїхав до Альбукерке, США.
Він одружився з письменницею Джоан Спіккі в 1968 році. Вони мали двох синів і дочку. 29 червня 2007 року Саберхаген помер від раку простати в Альбукерке.
В дорослі роки Фред Сейберхеген був практикуючим католиком; свідчення його віри час від часу з'являються в його творах.

## Обрані твори
Наведені окремі твори з першим видавництвом, яке видало твір у книжковому форматі (де застосовно), та роком публікації.

### Цикл «Дракула»
Романи Сейберхегена про Дракулу виходять з припущення, що вампіри морально рівні до звичайних людей: вони можуть творити зло або добро за власним вибором. Перший твір серії «Кассета Дракули» є історією «Дракули» Брема Стокера, розказаною від самого Дракули. Завдяки успішності цієї його серії, Саберхаген був запрошений написати новелізацію до фільму 1992 року «Дракула Брема Стокера».
1. «Кассета Дракули» (англ. The Dracula Tape) (Warner, 1975);
2. «Справа Холмса — Дракули» (англ. The Holmes-Dracula File) (Ace, 1978);
3. «Старий друг родини» (англ. An Old Friend of the Family) (Ace, 1979);
4. «Шип» (англ. Thorn) (Ace, 1980);
5. «Домініон» (англ. Dominion) (Tor, 1982);

- - «З дерева часу» (англ. From the Tree of Time) (оповідання) у «Sorcerer's Apprentice» #14 1982;

1. «Справа смаку» (англ. A Matter of Taste) (Tor, 1990)
2. «Питання часу» (англ. A Question of Time) (Tor, 1992)
3. «Сеанс для вампіра» (англ. Seance for a Vampire) (Tor, 1994);
4. «Гостре біля шиї» (англ. A Sharpness on the Neck) (Tor, 1996)

- - «Коробка номер 50» (англ. Box Number Fifty") (оповідання) у антології «Dracula in London», ред. П. Н. Елрод, (Ace, 2001);

1. «Холод у крові» (англ. A Coldness In the Blood) (Tor, 2002)

### Цикл «Арднех»

#### Серія «Імперія Сходу»
1. «Зруйновані землі» (англ. The Broken Lands), (Ace 1968);
2. «Чорні гори» (англ. The Black Mountains), (Ace 1971);
3. «Підмінена Земля» (англ. Changeling Earth), (DAW, 1973; перероблена для друку книгою 1979 року як «Світ Арднеха» (англ. Ardneh's World));
4. «Меч Арднеха» (англ. Ardneh's Sword), (Tor, 2006).

#### Книги Мечів
1. «Перша книга Мечів» (англ. The First Book of Swords), (Tor, 1983)
2. «Друга книга Мечів» (англ. The Second Book of Swords), (Tor, 1983)
3. «Третя книга Мечів» (англ. The Third Book of Swords), (Tor, 1984)

#### Книги Втрачених Мечів
1. «Історія цілителя ран: Перша книга Втрачених Мечів» (англ. Woundhealer's Story: The First Book of Lost Swords), (Tor, 1986)
2. «Історія того, хто засліплює: Друга книга Втрачених Мечів» (англ. Sightblinder's Story: The Second Book of Lost Swords), (Tor, 1987)
3. «Історія каменяра: Третя книга Втрачених Мечів» (англ. Stonecutter's Story: The Third Book of Lost Swords), (Tor, 1988)
4. «Історія того, хто вбиває здалеку: Четверта книга Втрачених Мечів» (англ. Farslayer's Story: The Fourth Book of Lost Swords, (Tor,  1989)
5. "Історія того, хто кидає монети: П'ята книга Втрачених Мечів" (англ. Coinspinner's Story: The Fifth Book of Lost Swords), (Tor, 1989)
6. «Історія того, хто розмовляє подумки: Шоста книга Втрачених Мечів» (англ. Mindsword's Story: The Sixth Book of Lost Swords), (Tor, 1990)
7. «Історія того, хто знаходить шлях: Сьома книга Втрачених Мечів» (англ. Wayfinder's Story: The Seventh Book of Lost Swords), (Tor, 1992)
8. «Історія того, хто розбиває щити: остання книга Мечів» (англ. Shieldbreaker's Story: The Last Book of Swords), (Tor, 1994)

#### Оригінальна антологія «Мечів»
«Арсенал Мечів» (англ. An Armory of Swords), (Tor, 1995) — оригінальна антологія розповідей різних авторів у світі «Мечів» під редакцією самого Саберхагена:
1. «Лезо сліпця» (англ. Blind Man's Blade), Фред Саберхаген;
2. «Цілитель ран» (англ. Woundhealer), Волтер Джон Вільямс;
3. «Васальна вірність» (англ. Fealty), Джин Ботсвік;
4. «Драконів борг» (англ. Dragon Debt), Роберт Вардеман;
5. «Меч Арен-Нат» (англ. The Sword of Aren-Nath), Томас Саберхаген;
6. «Радісні святки» (англ. Glad Yule), Паті Нагл;
7. «Випадкова вдача» (англ. Luck of the Draw), Майкл Стекпол;
8. «Хитрість та леді» англ. Stealth and the Lady), Сейдж Волкер.

### Серія «Берсерк»
Серія «Берсерк» розповідає про тривалу війну між людством та берсерками, які є військовими машинами, які самостійно розмножуються та запрограмовані лише на одне: «знищити все живе». Вони давно знищили своїх творців та їх ворогів і загрожують всесвіту. Проти них об'єднались розумні цивілізації Чумацького Шляху, а людство, хоч і недавно в космосі, грає значну роль у цій боротьбі завдяки своїй агресивній натурі. Серія охоплює багато простору та часу і має менше спільного сюжету між творами, ніж у інших серіях Сейберхегена.
1. «Берсерк» (англ. Berserker, збірка оповідань), (Ballantine, 1967)
2. «Брат-найманий вбивця» (англ. Brother Assassin) (Ballantine, 1969)[8];
3. «Планета берсерків» (англ. Berserker's Planet), (DAW, 1975)
4. «Людина-берсерк» (англ. Berserker Man), (Ace, 1979)
5. «Найбільший ворог» (англ. The Ultimate Enemy), (збірка оповідань, Ace, 1979)

- «Війни берсерків» (англ. The Berserker Wars), (збірка оповідань; лише два нових, Tor, 1981);

1. «База берсеркерів» (англ. Berserker Base), (Tor, 1985); мозаїчний роман у світі «Берсерка», у якому декілька запрошених авторів надали оригінальні історії, а Саберхаген написав спільну смислову лінію у сегментах між цими історіями, використавши оповідання Нівена як точку опори. Всі твори інших авторів до того вийшли друком у журналах:
2. «Трон берсерка» (англ. The Berserker Throne), (Fireside/Simon & Schuster, 1985)
3. «Берсерк: синя смерть» (англ. Berserker: Blue Death), (Tor, 1985)

- «Брехня берсерків» (англ. Berserker Lies), (збірка оповідань, лише одне нове, Tor, 1991)

1. «Вбивство берсерком» (англ. Berserker Kill), (Tor, 1993)
2. «Лють берсерка» (англ. Berserker Fury), (Tor, 1997)
3. «Шива у сталі» (англ. Shiva in Steel), (Tor, 1998)
4. «Зоря берсерка» (англ. Berserker's Star), (Tor, 2003)
5. «Прайм берсерка» (англ. Berserker Prime), (Tor, 2004)
6. «Берсерк-бунтівник» (англ. Rogue Berserker), (Baen, 2005)

### Книги Богів
1. «Обличчя Аполлона» (англ. The Face of Apollo), (Tor, 1998)
2. «Павутина Аріадни» (англ. Ariadne's Web), (Tor, 2000)
3. «Руки Геракла» (англ. The Arms of Hercules), (Tor, 2000)
4. «Бог золотого руна» (англ. God of the Golden Fleece), (Tor, 2001)
5. «Бог вогню та грому» (англ. Gods of Fire and Thunder), (Tor, 2002)

### Борис Бразил
- - «Першопроходець планет» (англ. Planeteer), " (журнал «Galaxy», 1961)

1. «Золоті люди» (англ. The Golden People), (Ace Double 1964) / переписаний та розширений: (Baen, 1984)
2. «Вода думок» (англ. The Water of Thought), (Ace Double 1965)

### «Пілігрим, летючий голландець часу»
1. «Піраміди» (англ. Pyramids), (Baen, 1987)
2. «Після факту» англ. After the Fact), (Baen, 1988)

### Романи, які не є частиною серій
- «Кохання підкорює все» (англ. Love Conquers All), (Ace, 1979)
- «Зразки» (англ. Specimens), (Popular Library, 1976)
- «Завіси Азларока» (англ. The Veils of Azlaroc), (Ace, 1978);
- «Маска Сонця» (англ. The Mask of the Sun), (Ace, 1979)
- «Октагон» (англ. Octagon), (Ace, 1981)
- «Витки» (англ. Coils) (з Роджером Желязни), (Wallaby/Simon & Schuster, 1982)
- «Століття прогресу» (англ. A Century of Progress), (Tor, 1983)
- «Папери Франкенштейна» (англ. The Frankenstein Papers), (Baen, 1986)
- «Білий бик» (англ. The White Bull), (Baen, 1988);
- «Чорний трон» (англ. The Black Throne) (з Роджером Желязни), (Baen, 1990)
- «Дракула Брема Стокера» (англ. Bram Stoker's Dracula) (з Джеймсом В.Хартом), (Signet/New American Library, 1992); новелізація фільму 1992 року.
- «Кості Мерліна» (англ. Merlin's Bones), (Tor, 1995)
- «Танцюючі ведмеді» (англ. Dancing Bears), (Tor, 1996)
- «Прибуття» (англ. The Arrival) (Земля: останній конфлікт), (Ebury, 1999) / (Tor, 1999)